# Tringe Smajli
Tringe Smajli (Gruda, 1880 – Gruda, 2 novembre 1917) è stata una patriota albanese che combatté contro l'Impero ottomano nella regione della Malësia.
La sua leggenda vive ancora in tutti i Balcani e Tringe viene ricordata come una delle donne guerriere più eroiche della storia della regione. Fuori dall'Albania è conosciuta anche come Yanitza.

## Biografia
Tringe Smajli Martini Ivezaj nacque nel 1880. Suo padre Smajl Martini era un capo clan cattolico della tribù Gruda, situata nel sud-est del Montenegro: la sua firma compare nelle petizioni di protesta delle tribù albanesi del nord inviate agli ambasciatori e ai consigli europei accreditati nell'Impero ottomano; una è datata 9 maggio 1878 e fu inviata all'ambasciatore francese a Istanbul; l'altra risale al 15 giugno 1878. Le petizioni esprimevano lo sgomento e la disapprovazione delle tribù albanesi alle decisioni del Trattato di Santo Stefano e del Congresso di Berlino, che avevano concesso gran parte del Vilayet di Scutari al Principato del Montenegro. Divenne molto attivo ai tempi della Lega di Prizren, unendosi ai ribelli fino alla fine dell'organizzazione; fu poi arrestato nel 1886, e imprigionato in Anatolia, da dove non fece più ritorno. Anche i suoi due figli Gjon e Zef si unirono alla Lega e furono uccisi in battaglia nel 1883.
Fu in seguito alla morte dei due fratelli che Tringe divenne una burrnesh, fece un voto di castità e iniziò a indossare abiti maschili per poter vivere come un uomo nella società patriarcale dell'Albania settentrionale: non si è mai sposata e non ha mai avuto figli.
Tringe si unì ai ribelli e si distinse nella battaglia di Deçiq. Partecipò al Memorandum di Gërçe il 23 giugno 1911. La sua attività ribelle continuò dopo la Dichiarazione d'indipendenza albanese, datata 28 novembre 1912.
Morì il 2 novembre 1917 e fu sepolta nel cimitero di famiglia sui monti Gruda, nel villaggio di Kshevë, nell'attuale Montenegro. Due anni dopo, l'esercito montenegrino (parte del Regno dei Serbi, Croati e Sloveni) distrusse la sua tomba durante un raid nella zona.

## Eredità

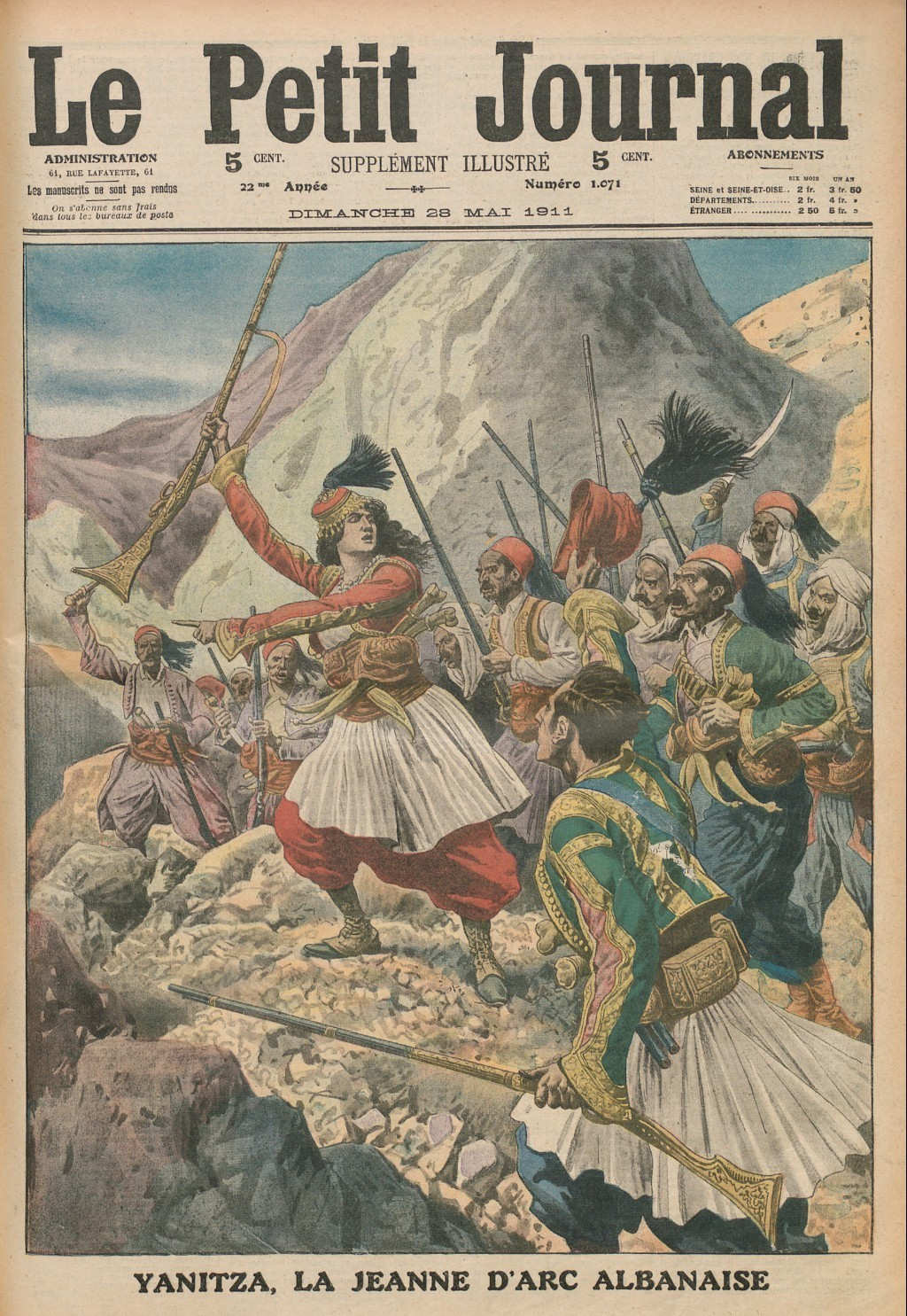
Illustrazione del 1911 su Le Petit Journal

Il suo eroismo la rese famosa in tutta la regione ed è stato poi tributato nelle canzoni epiche sia dei montenegrini sia degli albanesi. È menzionata nel poema epico Il liuto della montagna di Gjergj Fishta.
Nel 1911, il New York Times descrisse Tringe Smajli come la "Giovanna d'Arco albanese", basandosi su una versione montenegrina della storia d Tringe che fu ascoltata a Podgorica dal corrispondente del Times.
Inoltre, diverse strade in Kosovo e in Albania sono intitolate a Tringe Smajli.